# 2022年ロシアのウクライナ侵攻へのイランの関与
2022年ロシアのウクライナ侵攻へのイランの関与（2022ねんロシアのウクライナしんこうへのイランのかんよ）では、2022年ロシアのウクライナ侵攻とイラン・イスラム共和国（イラン）の関係について述べる。
イランはロシアに同国のウクライナ侵攻で使用する徘徊型兵器を供与しており、一部の国は国連安全保障理事会決議第2231号違反であるとイランを非難した。

## 背景
国連安全保障理事会決議第2231号は、2015年にイランに武器禁輸を制定した。イラン製通常兵器の禁輸措置は2020年10月に失効したが、ミサイルと関連技術に関する制限は2023年10月まで有効である。

## ドローン供与
2022年2月24日、ロシアがウクライナに侵攻したが、4月12日までに、ロシアのキーウ制圧の試み（キーウ攻勢）は失敗した。その日、ガーディアンはイランがイラクからロシアに武器を密輸していると報じた。7月11日と7月17日に米当局は、ロシアのドローン供給が不足しているため、イランがロシアにドローンを供与することを計画していると述べた。10月17日までに、ウクライナ東部と南部でのウクライナ軍の反攻で押され気味となっていたロシアは、イラン製自爆ドローンを入手して、民間インフラ攻撃に使用した。10月18日、イランが革命防衛隊の要員をロシア側に派遣し、派遣された要員はクリミア半島のロシア軍基地でイラン製ドローンの操作方法を指南していると報じられた
10月16日、ワシントン・ポストは、イランがロシアにドローンとミサイルの両方を供給することを計画していると報じた。11月21日、ウクライナ国防省は、イスラエルの報道によると、イスラエルは短距離および中距離ミサイルをウクライナに移転することで対応する可能性があると述べた。
2022年10月18日、米国務省の報道官は、英仏がイラン製ドローンのロシア供与は国連安保理決議第2231号に違反するとの認識を表明したことに対し、米国も同じ立場だと述べた。イランはウクライナ戦争で使用するための兵器の供与を否定した。10月22日、フランス、イギリス、ドイツは、ロシアがウクライナを攻撃する際にイラン製のドローンを使用し、国連安保理決議に違反した疑いがあるとして国連に調査を要請した。書簡で3か国は「我々は、国連安保理決議2231号の履行を監視する国連事務局チームによる調査を歓迎し、事務局が技術的かつ公平な調査を行う際の作業を支援する用意がある」とした。
11月1日、CNNは、ロシアがウクライナで使用するための弾道ミサイルとその他の武器をイランがロシアに送る準備をしていると報じた。
11月21日、CNNは、イランの兵器開発プログラムを注視している国からの新たな諜報の評価で、イランとロシアが攻撃用ドローンのロシア国内での製造開始で合意したことが明らかになったと報じた。

### ウクライナの対応
11月3日、ウクライナはイランに対し、ロシアへの武器供与を続けるなら「絶対に無慈悲な」対応が待っていると警告した。 11月24日、ウクライナはイランの軍事顧問がクリミアで殺害されたと報告し、ウクライナの領土でロシアの侵攻に加担する、いかなるイラン人も標的になると述べた。

## ウクライナのイラン軍
10月21日、ホワイトハウスのプレスリリースで、クリミアにいるイラン軍が民間人や民間インフラに対するドローン攻撃の開始を支援していると述べた。11月24日、ウクライナ当局は、ウクライナ軍が10人のイラン人を殺害し、ウクライナにいるいかなるイラン軍をさらに標的にするだろうと述べた。戦争研究所は、イランでドローンを主に運用しているのはイスラム革命防衛隊であると指摘し、こうしたことから、ロシア側にドローンの使用法を訓練しているのは、「おそらく革命防衛隊の関係者」だと結論付けた。

## イランと米国の関係への影響
イランのロシア支援は、マフサ・アミニ抗議運動のイランの抑圧やウラン濃縮の増加に向けた動きと相まって、米国とイランの関係は悪化した。2022年11月24日時点で米国は、イランとの核合意を復活するつもりはなく、最近イランに追加制裁を課した。
2023年1月9日、米国家安全保障担当補佐官のジェイク・サリバンは、ロシアへのイランのドローン供与は、ウクライナでの「広範な戦争犯罪に寄与している」可能性があるとし、米国はイランの指導部に責任を問うことを検討すると述べた。